# Andrija iz Krka
Andrija iz Krka (Krk, 13. stoljeće), bio je hrvatski graditelj.
Andrija iz Krka poznat je kao graditelj zvonika pred ulazom u nekadašnju benediktinsku crkvu svete Lucije kraj Jurandvora. Na zvoniku je sačuvan autorov potpis:
MAISTER ANDREAS ME FECIT
Opatijska benediktinska crkva sv. Lucije građena je u 11. stoljeću. Poznata je po tome što je u njoj na tlu 1851. godine jurandvorski bogoslov Petar Dorčić pronašao kamenu ploču sa starohrvatskim glagoljskim tekstom. Riječ je o jednom od najranijih zapisa na starohrvatskom jeziku koji svjedoči o darovnici hrvatskog kralja Zvomimira tom benediktinskom samostanu. Danas opće prihvaćen naziv za ovaj natpis je Bašćanska ploča.